# Virginia Johnson (danseuse)
Pour les articles homonymes, voir Virginia Johnson.
Virginia Johnson, née le 25 janvier 1950, est une danseuse de ballet, chorégraphe et journaliste américaine.
Diplômée de l'école de ballet de Washington en 1968, elle fait partie de la troupe fondatrice  du Dance Theatre of Harlem (DTH) auprès d'Arthur Mitchell en 1969. Elle devient l'une des principal dancers de la compagnie, qu'elle quitte après vingt-huit ans de carrière pour se reconvertir dans le journalisme, étant la rédactrice en chef de Pointe Magazine.
En 2009, elle retourne au DTH comme directrice artistique, succédant à Arthur Mitchell, poste qu'elle occupe jusqu'en 2023.

## Biographie

### Enfance et études
Virginia Johnson naît et grandit à Washington. Selon ses dires, elle découvre la danse à trois ans grâce à  Therrill Smith, une amie de sa mère formée par Mathilde Kschessinska. 
À treize ans, elle devient élève de la Washington School of Ballet (en), où elle a pour professeure Mary Day (en). Elle est la seule élève afro-américaine de l'école dont elle sort diplômée en 1968. Elle rejoint ensuite l'Université de New York pour un cursus spécialisé en danse. 

### Danseuse et chorégraphe
Encore étudiante, elle suit un cours d'Arthur Mitchell qui la sollicite pour la mise en place d'une compagnie de ballet. Elle est ainsi membre fondatrice du Dance Theatre of Harlem en 1969. Elle en devient principal danser, considérée même comme une danseuse étoile de la compagnie (Prima ballerina).
Parmi ses interprétations, elle danse les rôles principaux des ballets Agon, A Streetcar Named Desire, Creole Giselle (en), Concerto Barocco (en), Allegro Brillante (en), Fall River Legend (en), Swan Lake, Les Biches, et Voluntaries de Glen Tetley,.  

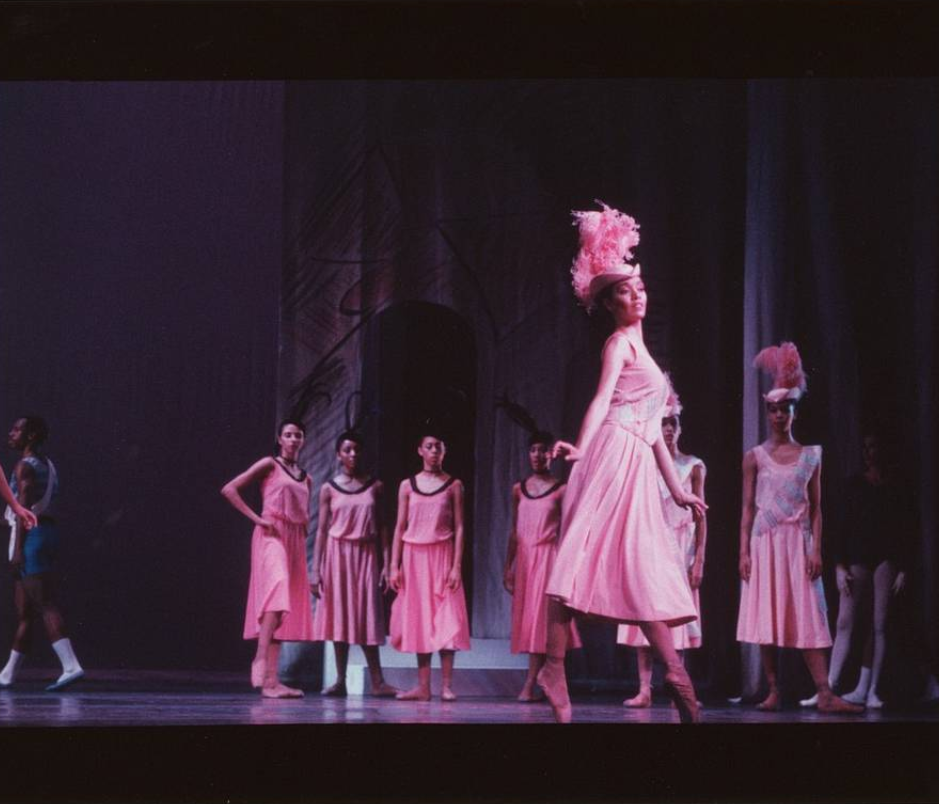
Les Biches, 1989.

Comme chorégraphe, elle intervient pour le film tiré du ballet  Ancient Voices of Children (en), puis chorégraphie des ballets pour le Groucher College, la compagnie Dancers Respond to AIDS, le festival des arts de Harlem, le Thelma Hill Performing Arts Center, et le Marymount Manhattan College où elle enseigne également.

### Journaliste puis directrice artistique du Dance Theatre of Harlem
Virgina Johnson met fin à sa carrière de danseuse en 1996, après vingt-huit années de collaboration avec le DTH. Elle entreprend des études de communication à l'Université de Fordham. Elle devient ensuite la rédactrice en chef de Pointe Magazine lors de sa création en 2000, poste qu'elle occupe jusqu'en 2009. 
Elle retourne alors au Dance Theatre of Harlem pour succéder à Arthur Mitchell comme directrice artistique,. Elle y relance la compagnie de ballet qui avait été mise en sommeil en 2004 en raison de difficultés financières, le DTH réalisant en 2012 sa première saison complète depuis cette date.
Elle laisse son poste à Robert Garland (en), jusqu'alors chorégraphe de la compagnie, en 2023.

## Distinctions
- Young Achiever Award du National Council of Women (en)[1]
- Outstanding Young Woman of America[1]
- Dance Magazine Award[1]
- Pen and Brush (en) Achievement Award[1]
- Pola Nirenska Lifetime Achievement Award de la Washington Performing Arts Society  (2009)[1]
- Mid-Career Award du Martha Hill Fund (2009)[1]